# Malte Michael Faber

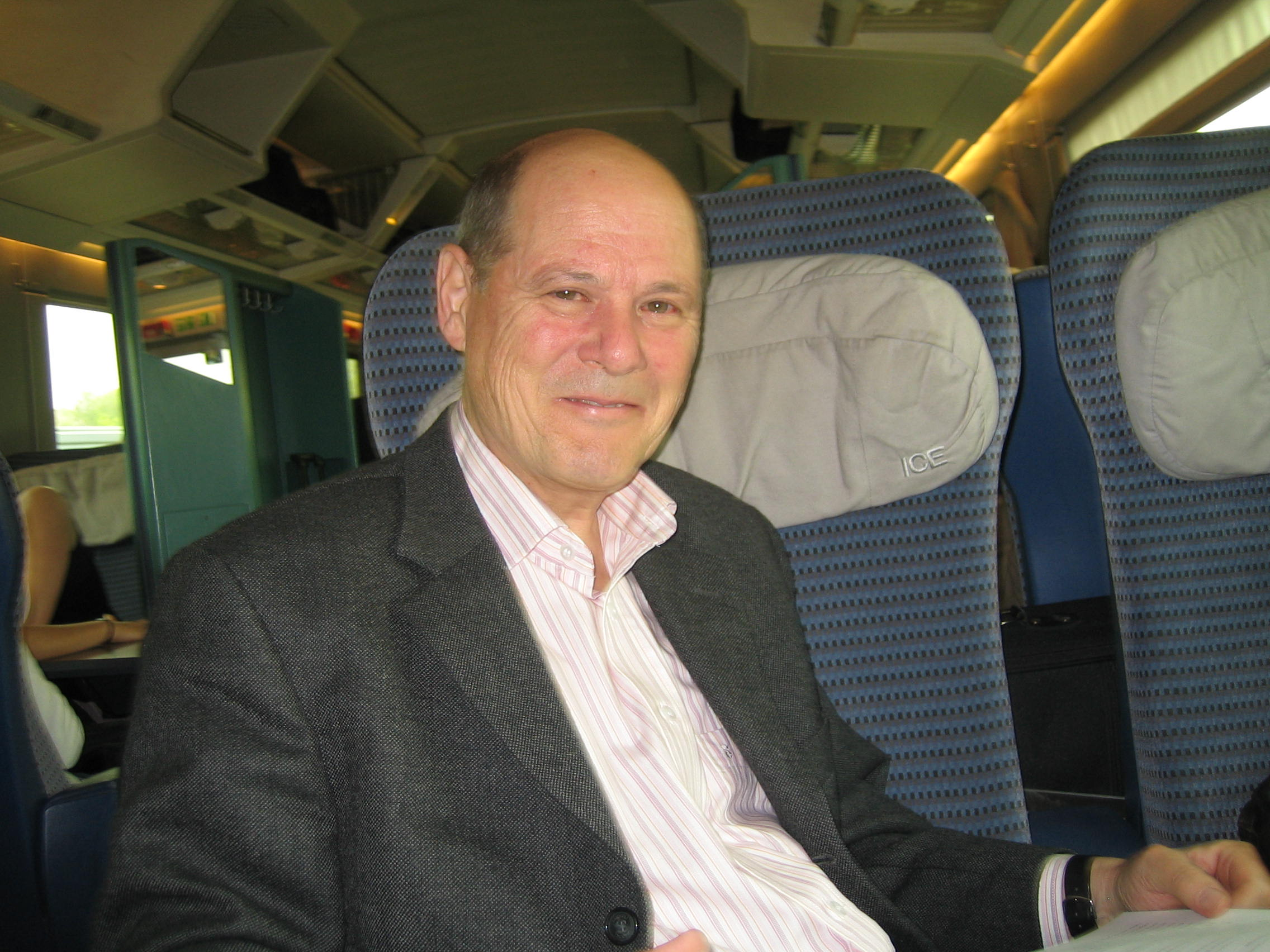
Malte Faber in einem ICE der Deutschen Bahn

Malte Michael Faber (* 29. November 1938 in Düsseldorf) ist ein deutscher Ökonom und Emeritus für Volkswirtschaftslehre der Universität Heidelberg.

## Leben
Von 1959 bis 1964 studierte Malte Faber Wirtschaftswissenschaften, Mathematik und Statistik an der Freien Universität Berlin und an der University of Minnesota (USA). Von 1964 bis 1969 war er wissenschaftlicher Assistent an der Technischen Universität Berlin am Lehrstuhl für Statistik und Wirtschaftsmathematik, wo er in Statistik und Operations Research zum Dr. rer. pol. promovierte. In den Jahren 1969 bis 1973 war er als wissenschaftlicher Assistent am Lehrstuhl für Volkswirtschaftslehre an der TU Berlin tätig. Dort wurde er 1973 in Volkswirtschaftslehre habilitiert. 1974 erhielt Malte Faber einen Ruf auf den Lehrstuhl für Wirtschaftstheorie am Alfred-Weber-Institut der Universität Heidelberg. Seit 1. April 2004 ist er Professor emeritus. Fabers Veröffentlichungen, Forschungsunterlagen und Korrespondenz usw. wurden von dem Archiv der sozialen Demokratie der Friedrich-Ebert-Stiftung seit 2005 archiviert. Seit 2007 berät er im Auftrag der Gesellschaft für Internationale Zusammenarbeit (GIZ) chinesische Regierungsstellen über Umweltpolitik und Fragen der politischen Ökonomie.

## Tätigkeiten
- 1982–1983 Berater des Bundesministeriums des Innern in Umweltfragen
- 1985–2005 Mitglied des Kuratoriums der Forschungsstätte der Evangelischen Studentengemeinde e. V., Institut für Interdisziplinäre Forschung der Evangelischen Kirche (FEST)
- 1985–1987 Mitglied der Länderarbeitsgemeinschaft Abfall (LAGA)
- 1988 Berater des Staatsministeriums für Umwelt des Landes Baden-Württemberg
- 1991–1993 Dekan der Wirtschaftswissenschaftlichen Fakultät der Universität Heidelberg
- 1997–2004 Mitglied des Direktoriums des Interdisziplinären Instituts für Umweltökonomie der Universität Heidelberg
- 2003–2004 Geschäftsführender Direktor des Interdisziplinären Instituts für Umweltökonomie der Universität Heidelberg
- 2004–2011 Mitglied des Kuratoriums zur Vergabe des Karl-Jaspers-Preises.
- 2006–2013 Mitglied des wissenschaftlichen Beirates für das Forschungsprogramm „Wirtschaftswissenschaften für Nachhaltigkeit“ des Bundesministeriums für Bildung und Forschung
- Seit 2007 Berater der GiZ (Gesellschaft für internationale Zusammenarbeit) für zentrale und lokale Regierungsstellen in China bezüglich Umwelt- und Rohstoffproblemen sowie politisch-ökonomischen Zusammenhängen

## Forschung
Bis Ende der 1970er-Jahre befasst sich Faber schwerpunktmäßig mit der Neo-Österreichischen Kapitaltheorie und der intertemporalen Allgemeinen Gleichgewichtstheorie. Das Aufkommen der Umweltkrise veranlasste ihn, sich fortan vor allem mit umweltökonomischen Problemen und der philosophischen Grundlegung der Wirtschaftswissenschaften zu befassen. Dabei verfolgt er einen interdisziplinären Forschungsansatz, der ökonomische Theorie mit natur- und geisteswissenschaftlichen Konzepten verbinden soll. Die interdisziplinäre Forschergruppe um Malte Faber, manchmal wird sie als Heidelberger Schule der Ökologischen Ökonomie bezeichnet, hat seit 1983 zahlreiche neue Konzepte und Ansätze zu den ökonomischen, ethischen, epistemologischen, politischen und methodischen Fragen in der Umweltforschung hervorgebracht. Besonders hervorzuheben sind dabei die Konzepte der Kuppelproduktion aus thermodynamischer Sicht, des Unwissens, der Verantwortung, der Gerechtigkeit und des homo politicus sowie die Theorie der Bestände und die Theorie der Fonds.

## Bücher
- Karl Marx und die Philosophie der Wirtschaft. Alber Verlag, Freiburg 2013, 3. Auflage 2015 (gemeinsam mit Thomas Petersen). ISBN 978-3495489833
- Philosophical Basics of Ecology and Economy. Routledge, Studies in Ecological Economics, London and New York 2010 (mit Reiner Manstetten) (übersetzt von Dale Adams vom deutschen Original Mensch, Natur, Wissen. Grundlagen der Umweltbildung). ISBN 978-0415516907
- Was ist Wirtschaft? Von der Politischen Ökonomie zur Ökologischen Ökonomie. Alber Verlag, Freiburg 2007, 2. Auflage 2014 (mit Reiner Manstetten). ISBN 978-3495482148
- Joint Production and Responsibility in Ecological Economics. On the Foundations of Environmental Policy. Edward Elgar, Cheltenham 2006 (mit Stefan Baumgärtner und Johannes Schiller). ISBN 978-1840648720
- Mensch-Natur-Wissen – Grundlagen der Umweltbildung. Vandenhoeck & Ruprecht, Göttingen 2003, ISBN 3-525-30141-3 (gemeinsam mit Reiner Manstetten). ISBN 978-3525301418
- Capital and Time in Ecological Economics. A Neo-Austrian Modelling. Edward Elgar Publishers, Cheltenham (UK) und Northampton (USA) 1999 (mit John Proops und Stefan Speck unter Mitarbeit von Frank Jöst). ISBN 978-1858986449
- Horizonte ökonomischen Denkens, herausgegeben von Malte Faber, Brigitte Falkenburg und Reiner Manstetten, Meiner, Hamburg, 1999, Dialektik enzyklopädische Zeitschrift für Philosophie und Wissenschaften.
- Ecological Economics. Edward Elgar Publishers, Cheltenham (UK) und Northampton (USA) 1998 (mit Reiner Manstetten und John Proops), 3. Auflage. ISBN 978-1597266819
- Evolution, Time, Production and the Environment. Springer-Verlag, Berlin, New York, Heidelberg u. a., 3rd, revised and enlarged edition 1998 (mit John R. L. Proops und Reiner Manstetten, Heidelberg). ISBN 978-3662025895
- Entropy, Environment and Resources. Springer Verlag, Berlin u. a. 2. Auflage 1995 (mit Horst Niemes und Gunter Stephan) (übersetzt von der ersten Auflage ins Chinesische 1990). ISBN 978-3642578328
- Reducing CO2 Emissions. A comperative Input-Output Study for Germany and UK. Springer Verlag, Berlin, Heidelberg, New York, London, Paris, Tokyo, Hong Kong, Barcelona, Budapest, 1993 (mit John R. L. Proops und Gerhard Wagenhals). ISBN 978-3-642-77792-9 doi:10.1007/978-3-642-77792-9
- Umdenken in der Abfallwirtschaft. Springer Verlag, Berlin u. a. 2. Auflage 1989 (mit Gunter Stephan und Peter Michaelis). ISBN 978-3-642-93449-0 doi:10.1007/978-3-642-93449-0
- Studies in Austrian Capital Theory, Investment in Time, herausgegeben von Malte Faber, Springer Verlag, Berlin, Heidelberg, New York, London, Paris, Tokyo, 1986. ISBN 978-3-642-51701-3 doi:10.1007/978-3-642-51701-3
- Entropie, Umweltschutz und Rohstoffverbrauch. Eine naturwissenschaftlich-ökonomische Untersuchung. Springer Verlag, Berlin, Heidelberg, New York, Tokio 1983 (mit Horst Niemes und Gunter Stephan). ISBN 978-3-642-95431-3 doi:10.1007/978-3-642-95431-3
- Umweltschutz und Input-Output-Analyse. Mit zwei Fallstudien aus der Wassergütewirtschaft. J.C.B. Mohr (Paul Siebeck), Tübingen, 1983 (mit Horst Niemes und Gunter Stephan)
- Introduction to Modern Austrian Capital Theory. Springer Verlag, Berlin u. a. 1979.
- Stochastisches Programmieren. Physica-Verlag, Würzburg, Wien 1970. ISBN 978-3790800029
- Nachhaltiges Handeln in Wirtschaft und Gesellschaft: Orientierung für den Wandel Springer Berlin Heidelberg, Berlin, Heidelberg, 2023 (mit Reiner Manstetten, Marco Rudolf, Marc Frick und Mi-Yong Becker) ISBN 978-3-662-67888-6 doi:10.1007/978-3-662-67889-3

## Ausgewählte Aufsätze, Diskussionspapiere und Zeitungsartikel
- Karl Marx und die gegenwärtige Finanzkrise. Blogbeitrag in Fazit-Das Wirtschaftsblog am 7. Oktober 2013 (mit Thomas Petersen).
- Endangering the natural basis of life is unjust. On the status and future of the sustainability discourse. Department of Economics University of Heidelberg Discussion Paper No. 527, June 2012 (mit Christian Becker, Dieter Ewringmann, Thomas Petersen, Angelika Zahrnt).
- Schluss mit der Harmonie! Die Zeit am 26. Januar 2012: 27 (mit Dieter Ewringmann, Thomas Petersen und Angelika Zahrnt).
- The Environmental Aspect of ‘Making People rich as a top Priority’ in China: A Marxian perspective. Department of Economics University of Heidelberg Discussion Paper No. 526, 2012 (mit Thomas Petersen).
- Kausalität in den Wirtschaftswissenschaften: Welche Ursachen hat die Finanzkrise? Department of Economics University of Heidelberg Discussion Paper No. 488,  2009 (mit Peter Bernholz und Thomas Petersen).
- Keine Patentrezepte gegen Finanzkrisen. Neue Zürcher Zeitung am 17. Oktober 2009:15  (mit Peter Bernholz und Thomas Petersen).
- How to be an Ecological Economist. Ecological Economics 66: 1-7, 2008.
- Gerechtigkeit und Marktwirtschaft – Das Problem der Arbeitslosigkeit. Perspektiven der Wirtschaftspolitik 9(4): 405-423, 2008 (mit Thomas Petersen).
- Wirtschaft – Politik – Religion. Über die Grenzen der Wirtschaftswissenschaften. Glaube und Lernen. Theologie interdisziplinär und praktisch 21(1): 44-57, 2006 (mit Reiner Manstetten und Thomas Petersen).
- Relative and absolute scarcity of nature. Assessing the roles of economics and ecology for biodiversity conservation. Ecological Economics 59(4): 487-498, 2006 (mit Stefan Baumgärtner, Christian Becker und Reiner Manstetten).
- Begrenzen Chinas Wasserressourcen seine wirtschaftliche Entwicklung? Department of Economics University of Heidelberg Discussion Paper No. 433, Dezember 2006 (mit Frank Jöst, Horst Niemes und Kurt Roth).
- On the foundation of a general theory of stocks. Ecological Economics 55(2):155-172, 2005 (mit Karin Frank, Bernd Klauer, Reiner Manstetten, Johannes Schiller, Christian Wissel).
- Verantwortung und das Problem der Kuppelproduktion. Reflexionen über die Grundlagen der Umweltpolitik. Zeitschrift für Politikwissenschaft 15(1): 35-59, 2005 (mit Thomas Petersen).
- Zurück zu Aristoteles? Wirtschaft und Philosophie. Perspektiven der Wirtschaftspolitik 5(2): 159-168, 2004 (mit Reiner Manstetten).
- Homo oeconomicus and Homo politicus in Ecological Economics. Ecological Economics 40:323-333, 2002 (mit Thomas Petersen and Johannes Schiller).
- The concept of joint production and ecological economics, Ecological Economics 36, 2001, 365-372, (mit Stefan Baumgärtner, Harald Dyckhoff, John Proops, Johannes Schiller).
- On the conceptual foundations of ecological economics: a teleological approach. Ecological Economics 12: 41-54, 1995 (mit Reiner Manstetten, John Proops).
- The dilemma of modern man and nature: an exploration of the Faustian imperative. Ecological Economics 2:197-223, 1990 (mit Reiner Manstetten, Hans Christoph Binswanger).

## Publikationen in Blogs
Seit September 2012 ist Malte Faber aktiver Autor im Blog Fazit – Das Wirtschaftsblog der Frankfurter Allgemeinen Zeitung. Dort erschienen folgende Beiträge:
- September 2012: Zur Begründung der Staatsverschuldung durch Carl Christian von Weizsäcker: Eine Replik von Malte Faber
- Oktober 2013: Karl Marx und die gegenwärtige Finanzkrise
- Juli 2014: Kauft sich der Kapitalismus Zeit? Anmerkungen zu einem Buch von Wolfgang Streeck
- August 2015: Der Einfluss der Zentralbanken auf die drei Funktionen des Zinssatzes

## Zen-Meditation
1982 wurde Malte Faber Zen-Schüler von Willigis Jäger, OSB (Abtei Münsterschwarzach). 1993 erhielt er die Lehrbefugnis, seit 1998 gibt er gemeinsam mit Schwester Ludwiges Fabian, OSB, Zenkurse im Haus der Stille in Sachrang (Chiemgau). Seit 2003 hält er für Hörer aller Fakultäten an der Universität Heidelberg gemeinsam mit Reiner Manstetten Vorlesungen mit Titeln wie Meditation heute, Mystik als Lebenspraxis: Zen-Meditation und christliche Kontemplation, Zen-Buddhismus und christliche Kontemplation und leitet eine Meditationsgruppe in der Evangelischen Studentengemeinde der Universität Heidelberg.
siehe hierzu auch der Artikel 
- Schweben im Hörsaal, Zeit Online am 30. August 2007.

Eigene Schriften
- Unwissen und intellektuelle Redlichkeit als Thema einer Rede in 1. Person. In: Klaus Jacobi (Hrsg.), 2012: Mystik Religion und intellektuelle Redlichkeit. Nachdenken über Thesen Ernst Tugendhats. Alber, Freiburg/München.
- Es ist so – oder doch anders? Unser eigentliches Leben: Mystischer Weg, Wissenschaft und Religion (1): 197 f., Christ in der Gegenwart, 56. Jahrgang 2004 (mit R. Manstetten).
- Quelle und Ordnung: Unser eigentliches Leben: Mystischer Weg, Wissenschaft und Religion (2): 205 f., Christ in der Gegenwart, 56. Jahrgang 2004 (mit R. Manstetten).